# The Union of Crowns
The Union of Crowns es el segundo álbum de estudio de la banda británica de metalcore Bury Tomorrow. El álbum fue lanzado el 13 de julio de 2012 hasta Nuclear Blast. Fue producido por Antony Smith y Pedro Teixeira. También es el último álbum que presenta al guitarrista principal fundador de la banda, Mehdi Vismara, antes de dejar la banda en 2013. Fue grabado en los primeros meses de 2012. La banda retrasó varias veces el lanzamiento del álbum en un intento por encontrar un sello discográfico que podría proporcionar distribución internacional simultáneamente.
Tras su lanzamiento, el álbum recibió una recepción mixta a positiva por parte de los críticos. Los críticos elogiaron principalmente la composición del álbum y la mejora sonora del predecesor de la banda, Portraits (2009), y las críticas negativas surgieron de su falta de innovación y el álbum a veces se considera de longitud excesiva.

## Lista de canciones
Todas las canciones escritas y compuestas por Bury Tomorrow. 
| N.º | Título                | Duración |  |
| 1.  | «Redeemer»            | 4:33     |  |
| 2.  | «The Maiden»          | 4:38     |  |
| 3.  | «Lionheart»           | 3:38     |  |
| 4.  | «Message to a King»   | 3:49     |  |
| 5.  | «An Honourable Reign» | 3:59     |  |
| 6.  | «Knight Life»         | 3:32     |  |
| 7.  | «Royal Blood»         | 3:51     |  |
| 8.  | «Bitemarks»           | 3:46     |  |
| 9.  | «Abdication of Power» | 4:21     |  |
| 10. | «Kingdom»             | 3:43     |  |
| 11. | «1603»                | 4:39     |  |
| 12. | «Sceptres»            | 3:23     |  |
| 13. | «Vacant Throne»       | 3:26     |  |
| 14. | «A Curse»             | 3:38     |  |

| Bonus tracks |                   |          |  |
| N.º          | Título            | Duración |  |
| 15.          | «Darkest Regions» | 4:43     |  |

## Posicionamiento en lista
| Lista (2012)                 | Posición |
| ---------------------------- | -------- |
| UK Indie Albums Chart        | 11       |
| UK Indie Breakers Chart      | 3        |
| UK Rock & Metal Albums Chart | 6        |
| US Top Heatseekers           | 25       |

## Personal
Bury Tomorrow
- Winter-Bates - Voz gutural
- Mehdi Vismara - guitarra principal
- Jason Cameron – guitarra rítmica, voz secundario
- Davyd Winter-Bates – bajo
- Adam Jackson - batería, percusión